# Fleckenschwanzsalmler
Der Fleckenschwanzsalmler (Crenuchus  spilurus; von griechisch spilos „Fleck“, und oura „Schwanz“), auch Prachtsalmler oder Segelflossensalmler, ist ein Süßwasserfisch aus Südamerika. Er ist der einzige Vertreter der damit monotypischen Gattung Crenuchus (von griechisch krene „Quelle“, und ochos „Hüter“; also in etwa „Quellenbeherrscher“). In der Aquaristik ist er zwar als Pflegling bekannt, wird jedoch nicht besonders häufig gezüchtet.

## Verbreitung
Der Fleckenschwanzsalmler kommt in Guayana, Surinam und Französisch-Guayana vor und bewohnt die Flussgebiete des oberen und unteren Amazonas und des Orinoko. Seine Heimatgewässer sind weich und schwach sauer.

## Erscheinung
Der gestreckte und deutlich abgeflachte Körper des Fleckenschwanzsalmlers erreicht bei den männlichen Tieren eine Gesamtlänge von sechs Zentimeter, die Weibchen bleiben kleiner. Der Oberkiefer seines auffallend großen Mauls trägt keine Zähne. Der Zwischen- und der Unterkiefer sind mit bänderartig angeordneten dreispitzigen Zähnen besetzt. Die Färbung variiert in Abhängigkeit vom Fundort, meist handelt es sich aber um ein rötliches Braun. Ein gelbliches Band verläuft vom Kiemendeckel zur Wurzel der Schwanzflosse. Die obere Hälfte der Iris ist blutrot gefärbt. Ein großer schwarzer Fleck auf dem Schwanzstiel gab der Art ihre Namen Fleckenschwanzsalmler und Crenuchus spilurus („Crenuchus mit Schwanzfleck“). Neben dem Größenunterschied sind männliche Exemplare an der fahnenartig vergrößerten Rücken- und Afterflosse zu erkennen. Beide Flossen tragen beim Männchen ein mosaikartiges Muster hellgelber Flecken und einen gelben oder roten Saum. Die Färbung des Weibchens bleibt insgesamt deutlich schlichter. Der Fleckenschwanzsalmler trägt 29 bis 32 Schuppen in einer mittleren Längsreihe; zudem ist eine Fettflosse vorhanden.
Flossenformel:
- Dorsale: 3–4/13–15
- Anale: 2/9

Einen ganz ähnlichen Fleck vor der Schwanzflosse hat Poecilocharax callipterus  aus der "benachbarten Gattung" Poecilocharax

## Verhalten
Das Nahrungsspektrum des Fleckenschwanzsalmler umfasst vor allem kleine Wirbellose wie die Larven von Eintagsfliegen, Ruderfuß- oder Muschelkrebse. Im Gegensatz zu den meisten Salmlerartigen lebt diese Art nicht in Schwärmen, sondern solitär. Männliche Tiere zeigen mit dem Einsetzen der Geschlechtsreife Territorialverhalten und beziehen ein Versteck, etwa eine Höhle. Beim Zusammentreffen adulter Männchen kann es zu ritualisierten Kämpfen kommen, die aber keine Verletzungen nach sich ziehen. Die Paarung erfolgt in den Abend- oder Nachtstunden. Dabei werden an die Decke des Verstecks je Befruchtungsvorgang ein bis drei braunrote Eier geklebt, insgesamt kann ein Gelege 20 bis 60 Eier enthalten. Der Vater betreibt Brutpflege, indem er potentielle Bruträuber vertreibt und den Laich mit Frischwasser befächelt. Bei 25 Grad Celsius schlüpfen die Larven nach ungefähr zwei Tagen bleiben aber zunächst mit einem Faden an die Decke der Bruthöhle geheftet. Etwa drei Tage später spült das Männchen mit Flossenschlägen den Nachwuchs aus dem Unterschlupf und beendet damit seine Fürsorge. Die lichtempfindlichen Larven zehren dann noch etwa eine Woche von ihrem Dottersack.